# Ostrosłup ścięty

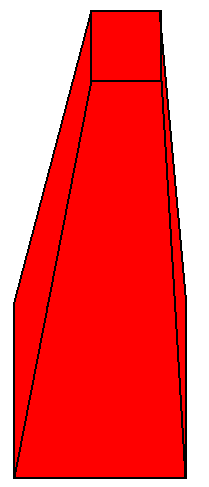
Przykład ostrosłupa ściętego o podstawie czworokąta

Ostrosłup ścięty – bryła powstała w wyniku przecięcia ostrosłupa płaszczyzną równoległą do podstawy ostrosłupa i odrzucenia punktów leżących po stronie jego wierzchołka.
Posiada on dwie równoległe podstawy, jednokładne względem wierzchołka pierwotnego ostrosłupa i podobne do siebie. Ściany boczne są trapezami, których podstawy są bokami podstaw ostrosłupa ściętego.

## Wzory
- {\displaystyle a_{1},\ a_{2}} – długości dwóch odpowiadających sobie boków podstaw (można wybrać dowolną parę);
- {\displaystyle s_{1},\ s_{2}} – pola podstaw;
- {\displaystyle h} – wysokość ostrosłupa ściętego (czyli odległość podstaw od siebie);
- {\displaystyle m} – pole powierzchni bocznej, czyli suma pól ścian bocznych ostrosłupa ściętego.

Wzór na objętość ostrosłupa ściętego:
{\displaystyle V={\frac {h}{3}}(s_{1}+s_{2}+{\sqrt {s_{1}s_{2}}})={\frac {hs_{2}}{3}}\left(1+{\frac {a_{1}}{a_{2}}}+\left({\frac {a_{1}}{a_{2}}}\right)^{2}\right).}
Wzór na pole powierzchni całkowitej ostrosłupa ściętego:
{\displaystyle S=s_{1}+s_{2}+m.}